# Handzame Classic 2013
La 3e édition de l'Handzame Classic a eu lieu le 15 mars 2013. L'épreuve fait partie de l'UCI Europe Tour 2013 en catégorie 1.1.

## Présentation

### Équipes
Classée en catégorie 1.1 de l'UCI Europe Tour, l'Handzame Classic est par conséquent ouverte aux UCI ProTeams dans la limite de 50 % des équipes participantes, aux équipes continentales professionnelles, aux équipes continentales et aux équipes nationales.
| Nom de l'équipe         | Pays       | Code |
| ----------------------- | ---------- | ---- |
| Argos-Shimano           | Pays-Bas   | ARG  |
| Blanco                  | Pays-Bas   | BLA  |
| BMC Racing              | États-Unis | BMC  |
| Euskaltel Euskadi       | Espagne    | EUS  |
| Lotto-Belisol           | Belgique   | LTB  |
| Omega Pharma-Quick Step | Belgique   | OPQ  |
| Vacansoleil-DCM         | Pays-Bas   | VCD  |

| Nom de l'équipe             | Pays           | Code |
| --------------------------- | -------------- | ---- |
| Accent Jobs-Wanty           | Belgique       | AJW  |
| Crelan-Euphony              | Belgique       | CRE  |
| MTN-Qhubeka                 | Afrique du Sud | MTN  |
| NetApp-Endura               | Allemagne      | TNE  |
| RusVelo                     | Russie         | RVL  |
| Topsport Vlaanderen-Baloise | Belgique       | TSV  |
| UnitedHealthcare            | États-Unis     | UHC  |

| Nom de l'équipe          | Pays       | Code |
| ------------------------ | ---------- | ---- |
| 3M                       | Belgique   | MMM  |
| An Post-ChainReaction    | Belgique   | SKT  |
| Colba-Superano Ham       | Belgique   | CMD  |
| De Rijke-Shanks          | Pays-Bas   | RIJ  |
| Doltcini-Flanders        | Belgique   | DOL  |
| Koga                     | Pays-Bas   | KOG  |
| Leopard-Trek Continental | Luxembourg | LEO  |
| People4you-Unaas         | Suède      | PPY  |
| Ventilair-Steria         | Belgique   | JVC  |
| Wallonie-Bruxelles       | Belgique   | WBC  |

## Classement final[2]
|    | Coureur             | Équipe                      |    | Temps           |
| -- | ------------------- | --------------------------- | -- | --------------- |
| 1  | Kenny Dehaes        | Lotto-Belisol               | en | 4 h 49 min 12 s |
| 2  | Kenny van Hummel    | Vacansoleil-DCM             | +  | m.t             |
| 3  | Danny van Poppel    | Vacansoleil-DCM             |    | m.t             |
| 4  | Tom Veelers         | Argos-Shimano               |    | m.t             |
| 5  | Scott Thwaites      | NetApp-Endura               |    | m.t             |
| 6  | Robert Wagner       | Blanco                      |    | m.t             |
| 7  | Luka Mezgec         | Argos-Shimano               |    | m.t             |
| 8  | Roy Jans            | Accent Jobs-Wanty           |    | m.t             |
| 9  | Jo Kogstad Ringheim | People4you-Unaas            |    | m.t             |
| 10 | Michael Van Staeyen | Topsport Vlaanderen-Baloise |    | m.t             |